# Даугава (стадион, Рига)

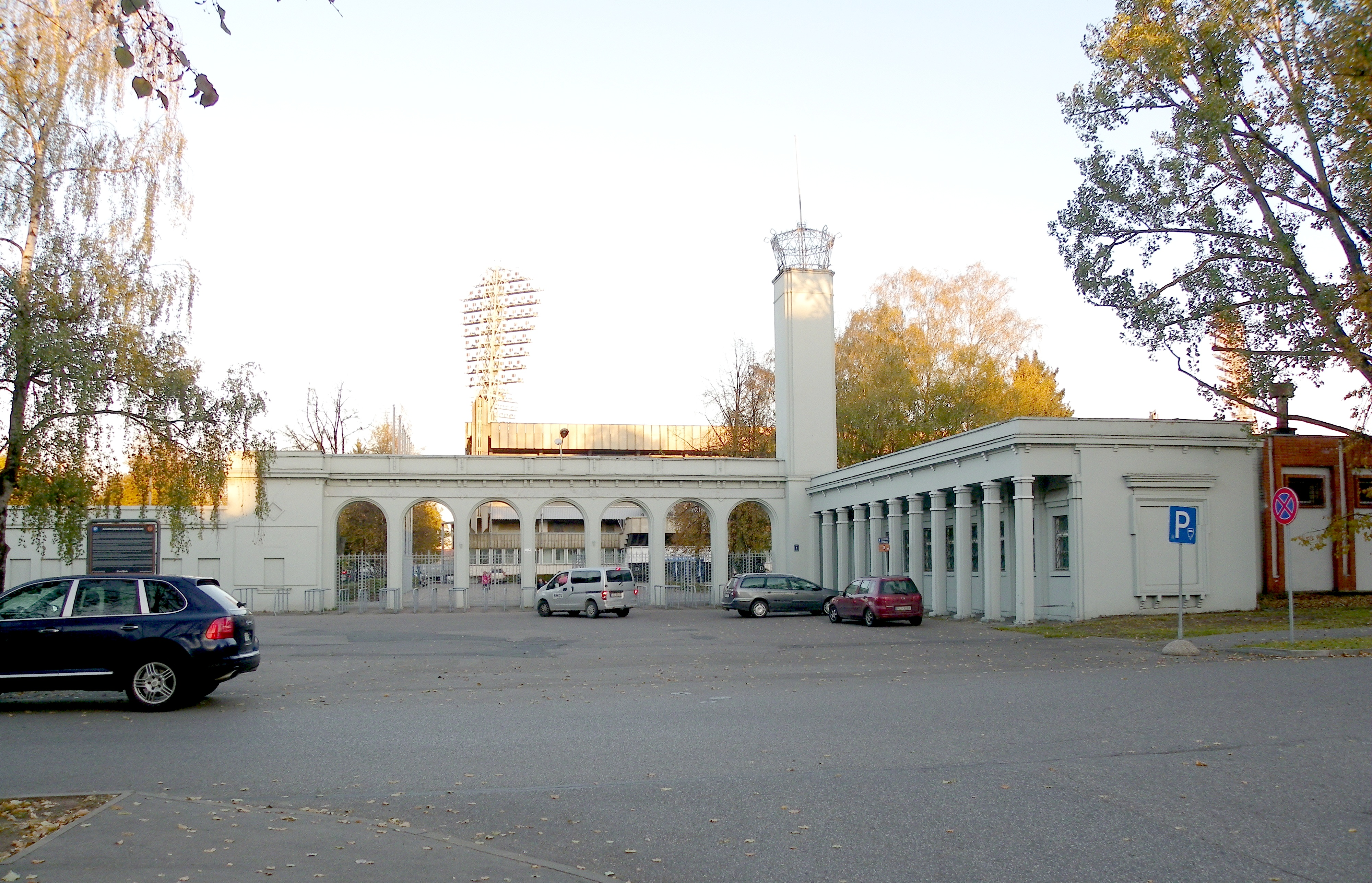
Вход на стадион

Стадион «Да́угава» (латыш. Daugavas stadions) — многофункциональный стадион в латвийском городе Риге, основная часть спортивного комплекса с официальным названием Государственное ООО «Центр Культуры и спорта „Даугавский стадион“» (VSIA «Kultūras un sporta centrs „Daugavas stadions“»). Управляющая институция — Министерство науки и образования Латвии. Вмещает 10 461 зрителей. Футбольный стадион имеет 4 категорию UEFA, позволяющей проводить на нём соревнования Лиги Европы.

## История
Основан в 1927 году как будущий Рижский городской стадион и был передан организации «Страж и спорт рабочих», являвшейся подразделением социал-демократической партии. Однако ещё в 1928 году не было принято решение даже о месте его строительства. Проект стадиона прошёл обсуждение и стройка началась в 1930 году.
В последующие годы на стадионе были построены футбольное поле, секторы лёгкой атлетики, беговые дорожки и трибуны с трех сторон. У трибун было шесть рядов скамеек и стоячие места на несколько тысяч зрителей. Однако, стадион, находящийся на окраине и не полностью достроенный, слабо использовался и за весь 1933 год доход с него составил 618 латов. В 1933 году существующая спортивная организация была ликвидирована, и вместо неё было создано новое спортивное объединение «Спорт латвийских профсоюзов», которое управляло стадионом до вхождения Латвии в состав СССР в 1940 году. После этого стадион до 1945 года для спорта не использовался.
В 1945 году на базе Рижского городского стадиона был основан стадион спортивного объединения «Даугава». В 1949 году началась реконструкция стадиона и создание спортивной базы. Рядом с отстроенной спортивной площадкой построили трибуны на 5 000 мест. В 1950 году спортивная арена была открыта. Год спустя были реконструированы беговая дорожка стадиона и сектор легкой атлетики. Спустя год по проекту В. Шнитникова началась новая реконструкция существующих трибун и строительство новой (западной) трибуны, что значительно увеличило количество зрительских мест до более чем 10 800.
В 1959 году был включён в состав спортивного комбината «Даугава». В 1960 году на территории стадиона было завершено строительство катка с искусственным льдом и открыта Детская спортивная школа с подразделениями хоккея, конькобежства, фигурного катания и лёгкой атлетики. В 1978 году Западная трибуна была повторно снесена и отстроена по проекту В. Римши в 1982 году с увеличенной зрительской вместимостью. Также по его проекту здесь была построена бобслейная стартовая эстакада (открыта в 1983 году). В 1980 году был построен легкоатлетический манеж, позднее ещё оборудованы площадки для волейбола и баскетбола.
В 1992 году спортивная база «Даугава» была преобразована в Государственную некоммерческую организацию «Стадион Даугава». 3 ноября 1992 года организации был присвоен статус Национальной спортивной базы. В 1996 году были отремонтированы беговые дорожки и коммуникации центральной арены, легкоатлетического манежа, теннисных кортов и футбольного поля. В 1999 году были демонтированы северная, восточная и южная трибуны стадиона, что снизило вместимость с более 10 000 до 5 683.
В 2008 году были отремонтированы легкоатлетические беговые дорожки и секторы на центральной арене. В 2014 году стадион получил сертификат второй категории Международного союза легкоатлетических федераций, который позволяет ему принимать соревнования по легкой атлетике международного уровня.
7 сентября 2017 года снова были начаты работы по реконструкции, 15 мая 2018 года завершился её первый этап, в ходе которого были реконструированы западные трибуны и интерьеры, а также снова построены северные и южные трибуны. В ходе реконструкции вместимость стадиона была увеличена до 10 461 места. Работы по реконструкции запланированы до 2022 года, они включают также перестройку окружающих улиц, перекрёстков и инфраструктуры. Контракт на строительство катка был подписан в сентябре 2019 года, в 2021 году за неделю до запланированного чемпионата мира по хоккею он был сдан в эксплуатацию как место для тренировок.

## Предназначение
Ранее был основным футбольным стадионом Риги, на котором выступал футбольный клуб «Даугава» и другие клубы, а после 1991 года часто и национальная сборная. В 1992 году на стадионе прошли игры футбольного Балтийского Кубка. С 1991 по 2009 год стадион был также штаб-квартирой Латвийской футбольной федерации.
Является домашней ареной рижского футбольного клуба «МЕТТА/Латвийский университет».
Также с 1960 года используется как место для танцевальных выступлений вселатвийских Праздников Песни и танца, на стадионе неоднократно проводились международные легкоатлетические соревнования «Кубки Риги». На стадионе проводились также эстрадные концерты.